# Guanare
Guanare is een gemeente in de Venezolaanse staat Portuguesa. De gemeente telt 220.000 inwoners. De hoofdplaats is Guanare.

## Religie
De plaats is de zetel van het rooms-katholieke bisdom Guanare.